# مكتبة مما حيدرة

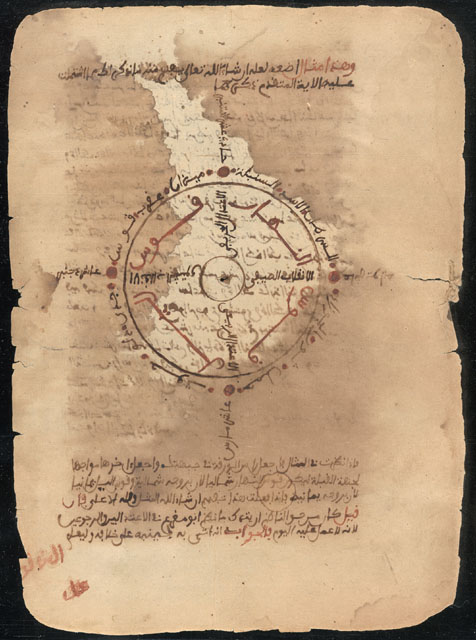
مخطوط «كشف الغمة في نفع الأمة» - من خزانة مما حيدرة.

مكتبة مما حيدرة هي مكتبة مخطوطات خاصة تقع في مدينة تمبكتو في مالي.
تم إنشاء مكتبة مما حيدرة على يد عبد القادر حيدرة وهو موظف سابق في مركز أحمد بابا، وأغلب المخطوطات في المكتبة تعود إلى مجموعة آل حيدرة.
وقد صدر عن مؤسسة الفرقان «فهرس مخطوطات مكتبة مما حيدرة للمخطوطات والوثائق» (2000 - 2003م)، وهو من وضع عبد القادر حيدرة وتحرير أيمن فؤاد سيد. ويشتمل الفهرس على ثلاثة آلاف مخطوطة.